# Schmetterling (Segeln)

Segelstellung Schmetterling

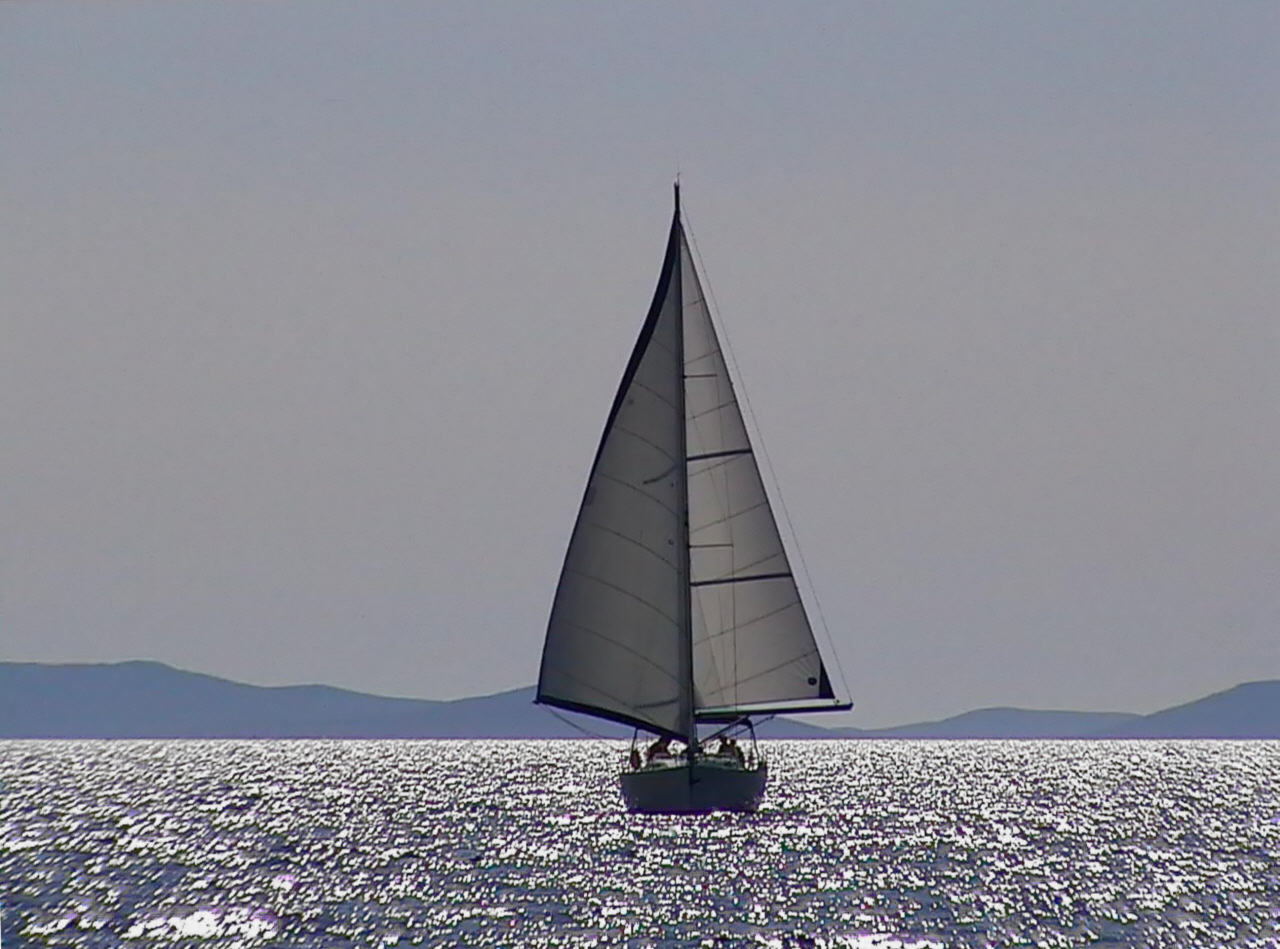
Schmetterlingssegeln auf Vorwindkurs

Schmetterling bezeichnet eine Segelstellung bei Booten mit Slup-Takelung oder bei Zweimast-Gaffelseglern (zum Beispiel Ewer)
Auf einem Vorwindkurs werden dabei das Vorsegel und das Großsegel auf unterschiedlichen Seiten des Schiffes geführt. Vom Ausgangspunkt Raumschots wird dazu eines der beiden Segel geschiftet.
Anschließend segelt man „platt vor dem Wind“ direkt nach Lee. Der Rudergänger hat den achterlichen Wind sorgfältig zu beobachten, um eine unfreiwillige „Patenthalse“ zu vermeiden. Um den Baum gegen ein derartiges Übergehen zu sichern, wird ein „Bullenstander“ benutzt; dabei handelt es sich um ein Tau, das vom Baum aufs Vorschiff geführt und dort belegt (festgebunden) wird.  Alternativ kann auch vor dem Wind gekreuzt werden, was insbesondere bei hohem Seegang den Rudergänger bedeutend entlastet und wegen der für Schratsegel besseren Aerodynamik meist sogar schneller ist. Eine weitere Alternative ist die Verwendung von Gennaker oder Spinnaker für Kurse nach Lee. Dann kann das Großsegel geborgen werden und stellt ebenfalls keine Gefahr mehr dar. 
Für die Ausweichregeln maßgeblich ist die Stellung des Großbaums. Falls möglich, wird man den Großbaum daher an Backbord stehen lassen – andernfalls muss jedem anderen Segelschiff ausgewichen werden, was beim Schmetterlingssegeln zumindest ein erneutes Shiften oder gar eine Halse erfordert. 
Gebräuchlich für diese Segelstellung ist auch der englische Name „Butterfly“.

## Quelle
- Seemannschaft. Handbuch für den Yachtsport. 28. Auflage, Delius Klasing Verlag, Bielefeld 2013, ISBN 978-3-7688-0523-0. Seiten 206, 653